# 피아노 협주곡 20번 (모차르트)
피아노 협주곡 20번 라단조(K. 466)는 모차르트가 1785년 작곡한 그의 소위 첫 교향악적 피아노 협주곡이다. 출판순서로는 제20번이지만 작곡순서는 14번째 라 한다. 그의 27개 피아노 협주곡 중 단음계는 이 K.466번 라단조 (Piano 협 20번)와  K.491번 다단조 뿐이다.
그의 피아노 협주곡 중에서도 매우 인기높다. 카덴차로는 베토벤의 WoO 58(제1악장 및 3악장. 1809년), 요하네스 브람스의 WoO 14(제1악장뿐. 1855~1856년).
악장 구성:
- 제1악장 알레그로 (Allegro)
- 제2악장 로만체 (Romanze)
- 제3악장 알레그로 아사이 (Allegro assai)

## 악장별 요약
1악장은 어두운 라단조의 조성으로 조용하지만 끊임 없이 강해지는 현악 선율로 시작된다. 이 제시부를 곧 피아노 솔로가 따라잡으며 긴 악장 전체를 통해 발전한다. 전개부에서는 약간 밝은 분위기가 감지되지만, 기쁨에 찬 분위기는 아니다. 팀파니는 카덴차 전의 코다에서의 긴장을 더 증대시킨다. 악장은 조용하게 마무리된다.
2악장은 내림나장조의 우아하고 대담한 선율로 밝게 시작한다. 이에 대비되는 어두운 부분도 존재하지만, 먼저의 주제가 곡의 후반으로 가며 다시 나온다.
제3악장 론도 악장은 피아노 솔로로 시작된다. 어두운 분위기이면서도 이상하게 활동적인 부분에 이르면 두 번째의 선율이 소개된다. 피아노 독주의 활동적인 주제부가 마무리되기 전 오케스트라에 의해서 라장조의 약간은 즐거운 선율이 나타난다. 밝은 선율과 더불어 솔로 피아노의 화음 가락이 이어지다가 다시 라단조의 피아노 독주부가 들리고, 다시 전체 오케스트라의 연주가 이어지며 위와 같은 형식을 따르다가 카덴차 부분에 이른다. 카덴차 뒤에는 분위기가 매우 기쁘고 밝아진 선율이 호른과 함께 나타난다. 피아노 솔로가 다시 주제부를 연주하며 협주곡은 기쁨에 찬 라장조로 마무리된다.